# Agrosteomela
Agrosteomela là một chi bọ cánh cứng trong họ Chrysomelidae.
Chi này được Gistel miêu tả khoa học năm 1857.

## Các loài
Các loài trong chi này gồm:
- Agrosteomela flavipennis Ge, Wang & Li, 2004
- Agrosteomela medvedevi Daccordi, 2001
- Agrosteomela nigrita Ge, Wang & Li, 2004